# موج (فیلم ۲۰۰۳)
موج (به تامیلی: Alai) فیلمی محصول سال ۲۰۱۱ و به کارگردانی ویکرام کومار است. در این فیلم بازیگرانی همچون سیلامباراسان، تریشا، سارانیا پونوانان، نثار، سانتانام و کیم شارما ایفای نقش کرده‌اند.